# Luca Madeo
Luca Madeo (* 2003) ist ein deutscher Leichtathlet.

## Leben
Mit einer Zeit von 1:05:20 h wurde er Deutscher Meister 2025 im Halbmarathon der Männer im Rahmen des Paderborner Osterlaufs.
Madeo studiert in Kentucky, USA.